# Brockenhaus

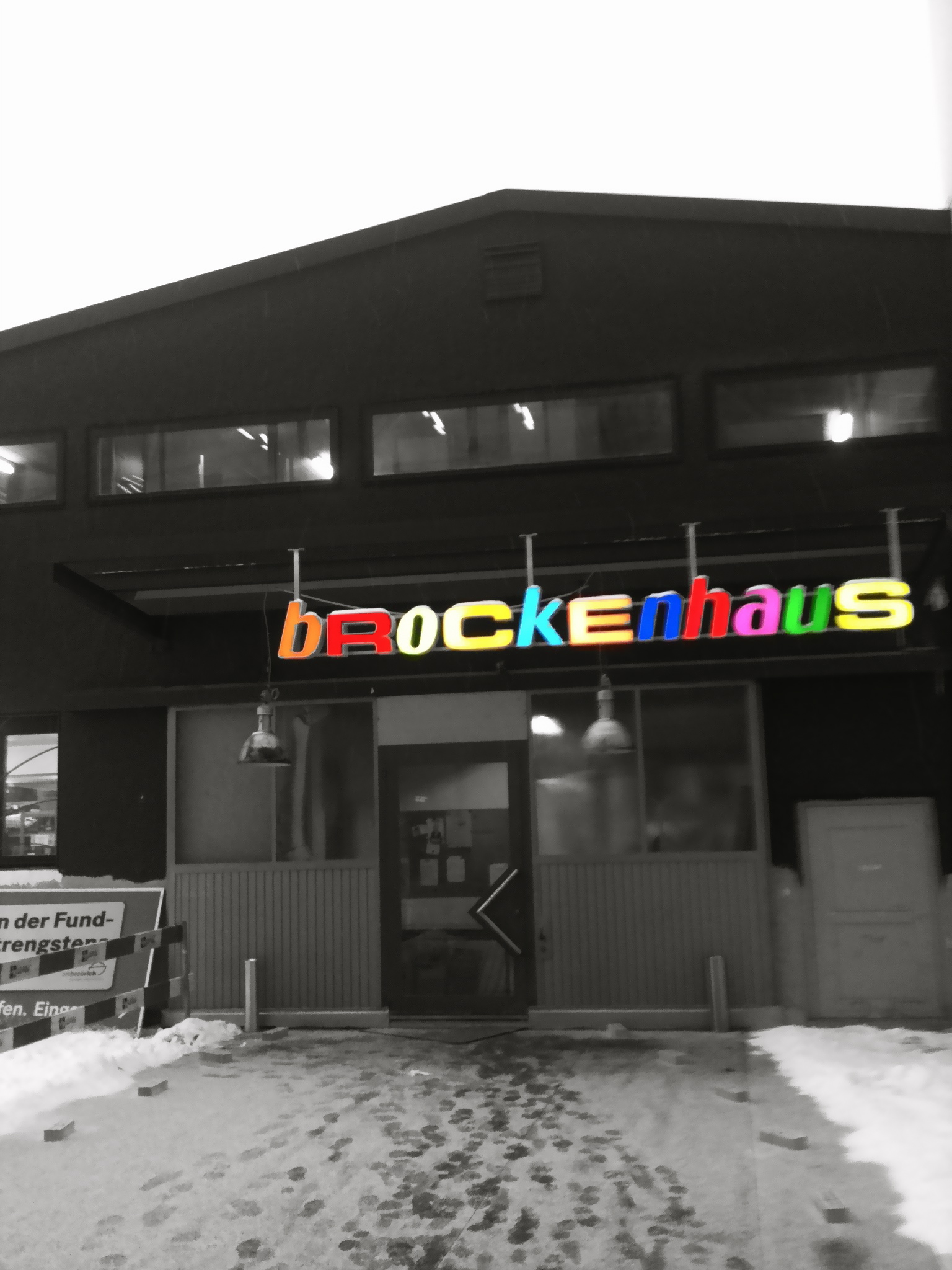
Eingang zu einem Brockenhaus

Brockenhaus (oder Brockenstube oder Brockenhalle) ist in der Schweiz seit Ende des 19. Jahrhunderts eine Selbstbezeichnung vieler Gebrauchtwarenläden (Secondhand-Läden), in welchen sich preiswert gebrauchte Alltagsgegenstände erwerben lassen. Heute hat sich vielfach die Kurzbezeichnung Brocki etabliert.

## Geschichte
Der deutsche evangelische Theologe Friedrich von Bodelschwingh (1831–1910), Gründer der Bethelmission in Bielefeld, schuf 1872 eine „Anstalt für Fallsüchtige“ (Epileptiker) und eröffnete 1891 eine Sammel- und Verkaufsstelle für gebrauchte Waren, deren Ertrag zur Finanzierung seines sozialen Werkes diente. 
Er nannte sie «Brockensammlung», in Anlehnung an die  Bibelstelle über die Speisung der Fünftausend, wonach Jesus seine Jünger anleitete: „Sammelt die übrigen Brocken, auf daß nichts umkomme!“ (Johannes 6:12).   
Dieses Bibelzitat wurde auch über dem Eingang zu Bodelschwinghs «Brockensammlung» angebracht.
In der Schweiz wurden ähnliche Einrichtungen ab ca. 1895 von der Heilsarmee und anderen Organisationen gegründet (in Bern durch den Verein für Arbeitsbeschaffung 1895 eröffnet).  Der Begriff «Brockenhaus» entsteht noch in den 1890ern in Anlehnung an Bodelschwinghs «Brockensammlung». Der Philanthrop Julius Müller gründete ein solches Brockenhaus in Berlin, eine «Münchner Brockensammlung» wurde 1902 begründet, und ein «Verein Zürcher Brockenhaus» entstand 1904 nach dem Münchner Vorbild.

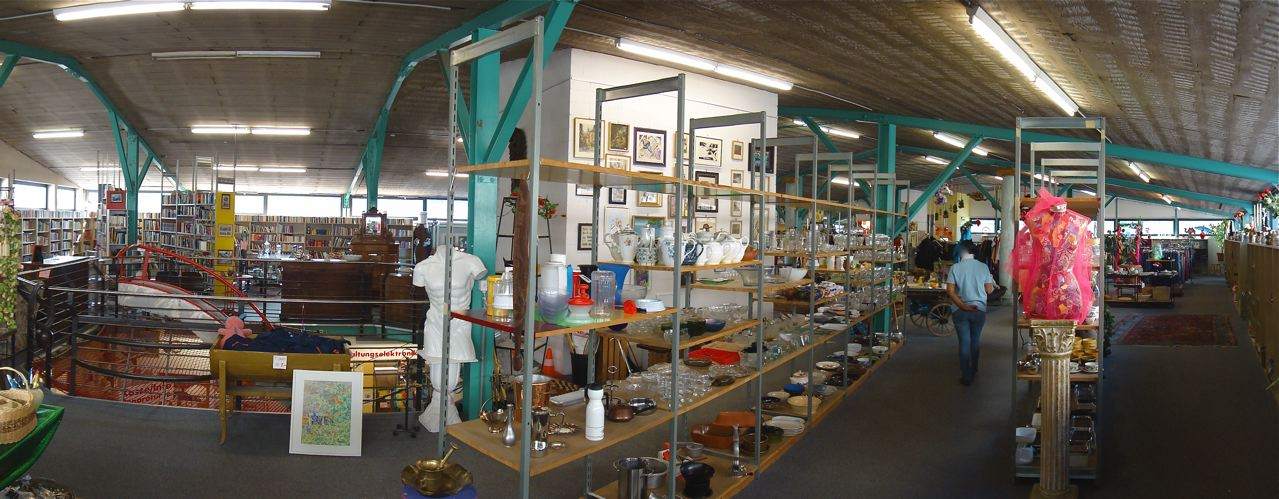
Im Innern eines Brockenhauses

Während die zahlreichen „Brockis“ in der Schweiz seit langem landestypische und populäre Einrichtungen darstellen, ist der Begriff in weiten Teilen Deutschlands heute praktisch unbekannt. In Wuppertal-Barmen trägt ein Sozialkaufhaus wieder den Namen „Das Brockenhaus“. Die Bezeichnung wurde in Anlehnung an die „Barmer Brockensammlung“ gewählt, aus der sich Anfang des 20. Jahrhunderts Bedürftige mit allerlei Brauchbarem bedienen durften, welches wohlhabende und fromme Bürger gespendet hatten. In Mainz führt ein Secondhand-Laden den Namen „Brockenhaus“.

## Heutige Situation in der Schweiz

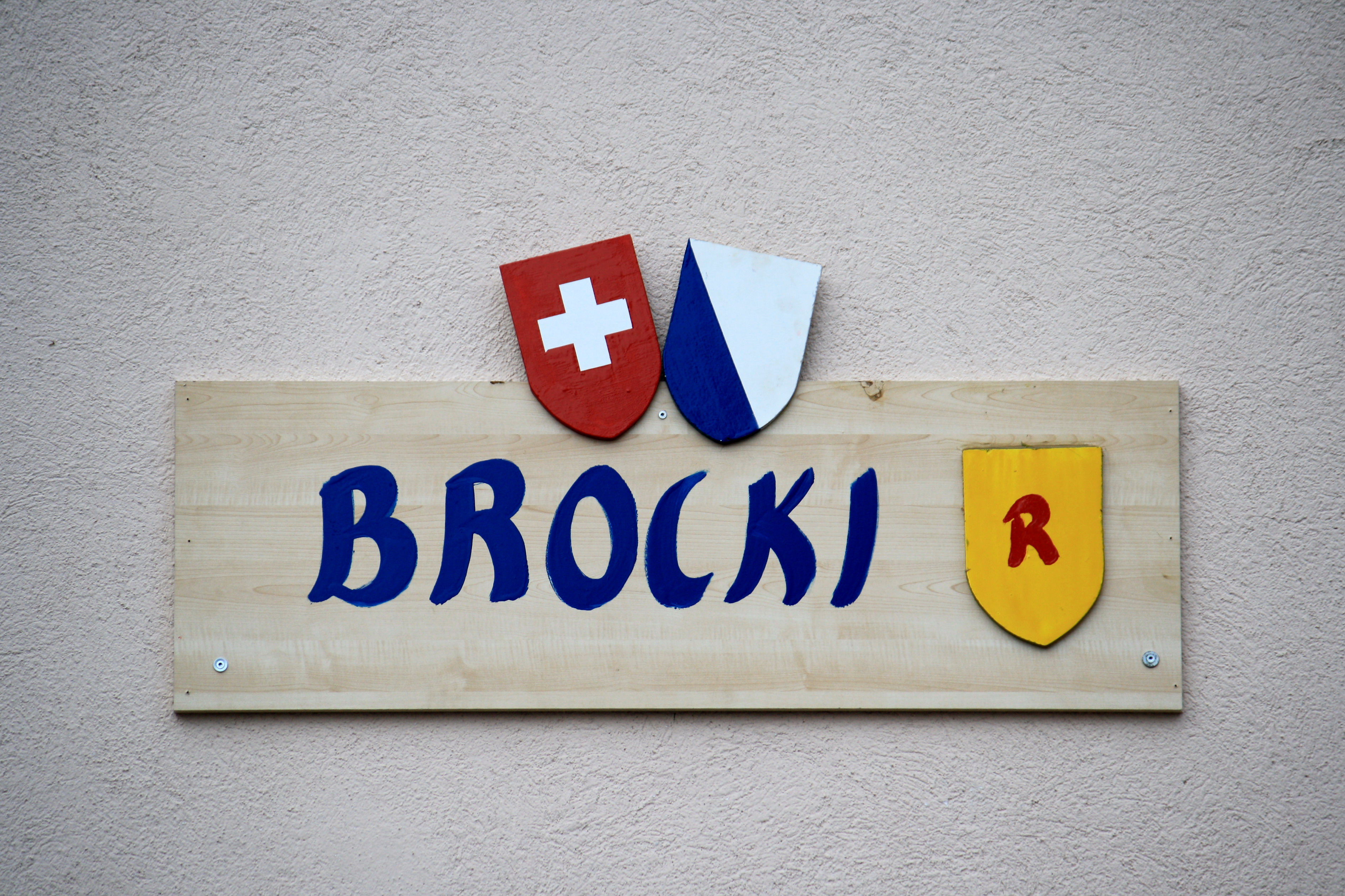
Brocki ist in der Schweiz als Kurzform von Brockenhaus gebräuchlich

Ausser von der Heilsarmee werden als Brockenhäuser bezeichnete Secondhand-Läden in der Schweiz vielfach auch von anderen karitativen Organisationen geführt und dienen teilweise auch der Mitfinanzierung ihrer sozialen Anliegen und/oder als Beschäftigungsmöglichkeit für sonst unvermittelbare Arbeitssuchende. 
Brockenhäuser erhalten ihre Gebrauchtwaren, zumindest im ursprünglichen karitativen Konzept, meist kostenlos von Bürgern, von Unternehmen oder von Haushaltsauflösungen. Beispiele von Organisationen, die Brockenhäuser führen, sind die Heilsarmee, das Blaue Kreuz, die Emmaus-Organisation, die Frauenvereine und HIOB International (Abkürzung für „Hilfsorganisation Brockenstuben“, gegründet 1984, eine Organisation für den Recycling von medizinischen Einrichtungen, Industrie- und Handelsgütern). Die Heilsarmee betreibt heute in der Schweiz etwa 21 Verkaufsläden, HIOB International 24, das Blaue Kreuz 22.
In jüngerer Zeit traten zusätzlich auch vermehrt privat und teilweise rein kommerziell geführte Altwarenhändler als „Brockenhaus“ bzw. „Brockenstube“ oder  „Brocki“, da der Begriff in der Schweiz inzwischen von seiner karitativen Herkunft losgelöst auch allgemein die Bedeutung „Secondhandladen“ angenommen hat.
Im Allgemeinen handelt es sich bei den Brockenhäusern um physische Geschäfte. In der Schweiz gibt es jedoch auch Online-Plattformen wie "tutti.ch", die dasselbe Ziel verfolgen und es den Menschen ermöglichen, Dinge, die sie nicht mehr benötigen, zu verschenken oder zu verkaufen, darunter Möbel, Antiquitäten oder andere noch verwendbare Gegenstände.

## Brockenhäuser in Österreich
In Vorarlberg betreibt die Lebenshilfe Vorarlberg in Lochau und Sulz Brockenhäuser. Das Brockenhaus Vorderland in Sulz/Röthis ist seit 2002 tätig. Die Brockenhäuser sind Fundgruben und bieten zugleich Arbeitsplätze für Menschen mit Behinderung. Gleichzeitig werden im Bereich Gastronomie und Handel Jugendlichen Lehrlingsstellen zur Verfügung gestellt. Die Brockenhäuser der Lebenshilfe Vorarlberg orientieren sich am ursprünglichen Brockenhaus-Gedanken und runden ihr Sortiment mit Dekorationsartikeln, Haushaltsartikeln und Antiquitäten ab.

## Ähnliche Begriffe und Einrichtungen

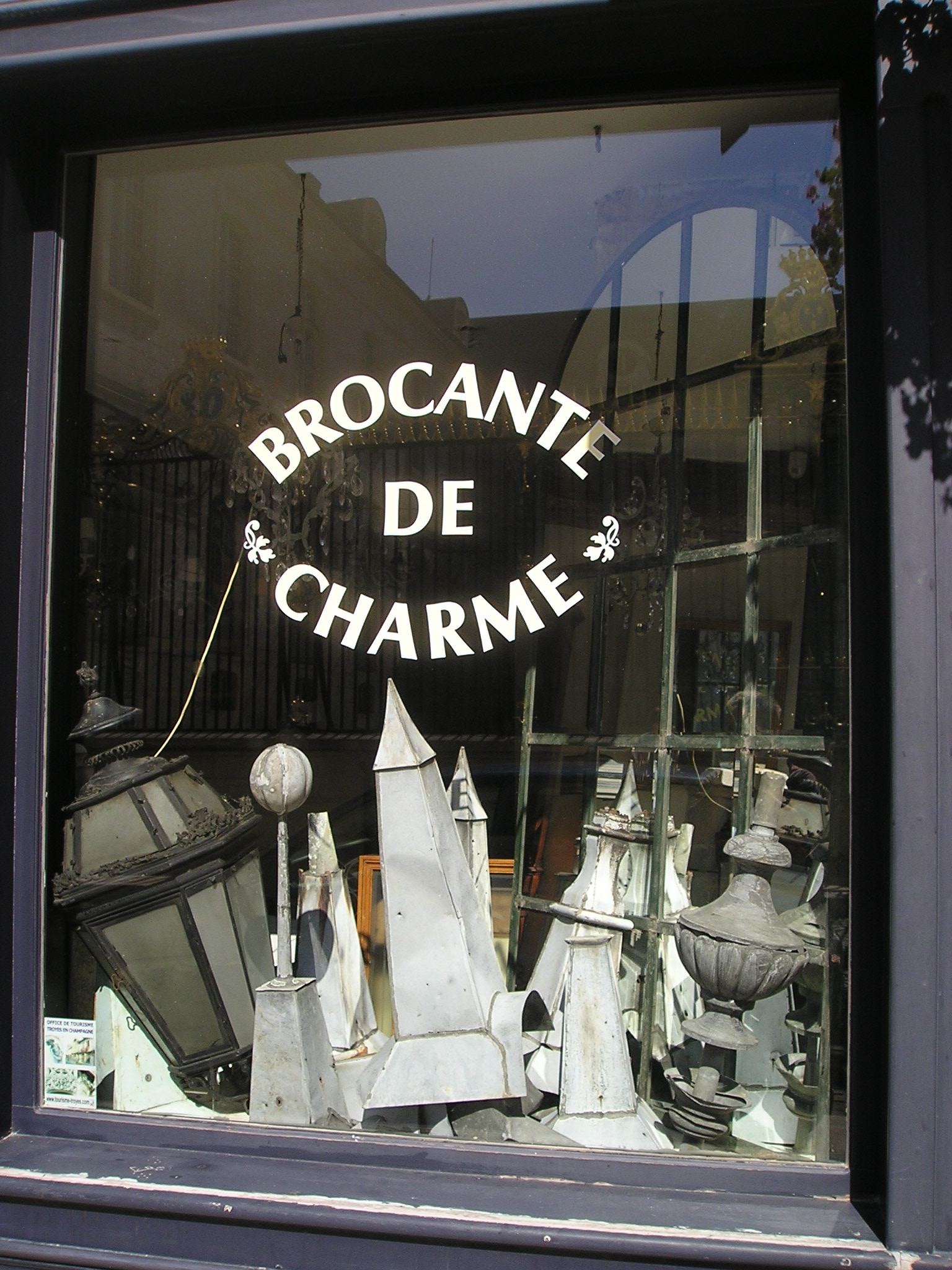
Brocante-Schaufenster im französischen Troyes

Manchmal (in französischsprachigen Gebieten generell) wird das Brockenhaus mit dem französischen Wort „Brocante“ oder verdeutscht Brocanthaus bezeichnet. „La brocante“ kann im Französischen allerdings entweder ein Brockenhaus oder auch ein kommerzielles Geschäft mit höherwertigen Antiquitäten bezeichnen oder auch einfach einen Trödelmarkt.
Seit der zweiten Hälfte des 20. Jahrhunderts haben die öffentlichen Flohmärkte teilweise die Funktion der Brockenhäuser und des Handels mit Secondhand-Waren mit übernommen und stehen mit ihnen in Wettbewerb.